# فوکر وی.۲۷
فوکر وی.۲۷ (به انگلیسی: Fokker V.27) یک هواپیمای ساختِ فوکر است . 